# Павлово (Великолукский район)
Павлово — деревня в Великолукском районе Псковской области России. Входит в состав сельского поселения «Борковская волость».
Расположена на юго-западе района, в 41 км к юго-западу от центра города Великие Луки и в 12 км к северо-востоку от волостного центра деревни Борки.

## Население
Численность населения деревни по оценке на 2000 год составляла 3 человека, на 2010 год — 4 человека.